# Pieu vissé
 (septembre 2021).
Si vous disposez d'ouvrages ou d'articles de référence ou si vous connaissez des sites web de qualité traitant du thème abordé ici, merci de compléter l'article en donnant les références utiles à sa vérifiabilité et en les liant à la section « Notes et références ».

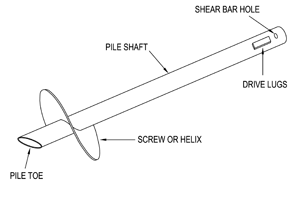
Diagramme d'un type de pieu vissé

Le pieu vissé est un pieu installé par vissage dans le sol.

## Description
Il sert d'ancrage ou de fondation. Il est composé d'un arbre central et d'une ou plusieurs hélices en acier, généralement gradé. Les diamètres de l'arbre central et des hélices sont déterminés en fonction de la charge à supporter, de la nature du sol et des efforts que devra subir le pieu.
Il existe une relation entre la capacité portante d'un pieu, le type d'hélice, la nature du sol et le couple de vissage du pieu. C'est pourquoi des rallonges peuvent être ajoutées à l'arbre du pieu afin de visser le pieu jusqu'à une profondeur où le sol permettra d'atteindre la capacité portante désirée.
La profondeur minimale d'enfoncement est déterminée par la ligne de gel du sol, variant selon les pays, l'hélice devant se trouver en dessous de cette ligne.

## Protection contre les mouvements du sol
Lors de cycles de gel/dégel, ou de gonflement/affaissement d'argiles, le sol bouge et il est très important d'assurer l'intégrité du pieu.
SI le coefficient de frottement du sol contre l'arbre du pieu atteint un seuil, le pieu risque d'être entrainé déstabilisant l'ouvrage qu'il supporte et pouvant entraîner une modification de la capacité portante, voir la perte de cette capacité par arrachement de l'hélice.

### Gaine de polyéthylène
Certains manufacturiers proposent l'installation d'une gaine de polyéthylène qui glisse le long de l'arbre du pieu.
Cette gaine permet de désolidariser l'arbre du pieu des mouvements de sols occasionnés par le gel ou le dégel par exemple. Ainsi le pieu dont l'hélice est ancrée en dessous de la ligne de gel, ne subira aucun mouvement vertical.

### Pieuthermique
Le pieu dit thermique a été conçu afin d'éviter la propagation du gel à la partie du sol ou est ancrée l'hélice, en insérant un isolant sur une certaine longueur du pieu. Cette isolation ne semble avoir qu'un caractère commercial.
L'acier du pieu étant près de 1 800 fois plus conducteur que l'air (d'un point de vue thermique), la chaleur préfèrera suivre le chemin le plus facile: l'arbre du pieu. De plus, le sol est considéré comme une masse calorifique infinie.
Si la base du pieu est installée sous la ligne de gel, il n'y aura donc jamais de formation de glace ou de gel à cet endroit. L'arbre du pieu thermique reste donc exposé aux mouvements de sol et conserve une certaine adhérence avec ce dernier, il y a donc risque de mouvement et bris de capacité portante.

## Protection contre la corrosion
Toute structure métallique enfouie dans le sol est sujette à la corrosion. Différents types de sols définissent différents degrés d'agressivité corrosive.

### Galvanisation à chaud
La protection la plus employée pour les pieux vissés est la galvanisation à chaud. Les composantes du pieu sont recouvertes d'une couche de zinc, généralement 610 g/m2 au minimum. Il est à noter que pour une question de cohérence, le pieu vissé doit être entièrement galvanisé à chaud. S'il est fabriqué à partir d'éléments galvanisés qui sont assemblés par soudage, les soudures ne seront pas protégées.

### Protection cathodique par anode sacrificielle
Pour allonger la durée de vie d'un pieu vissé, il peut être protégé de la corrosion par l'installation d'une anode sacrificielle. Cette anode, généralement de magnésium, dont potentiel électrochimique est plus bas que ceux des alliages de fer, va transmette des électrons à la structure à protéger empêchant ainsi la corrosion.

### Protection cathodique par courant imposé
Dans le cas de la protection cathodique active, une ou plusieurs anodes sont installées dans le sol.
Les pieux sont reliés électriquement entre eux et forment des cathodes.
Un système électrique est alors mis en place et va permettre la circulation d'électrons entre la partie anodique et la partie cathodique, protégeant ainsi les pieux.
Ce type de protection permet d'augmenter la durée de vie des pieux vissés de façon quasi illimitée.

## Installation des pieux vissés
L'installation des pieux vissés se fait en entraînant en rotation l'arbre du pieu tout en exerçant une pression verticale.
La rotation est généralement réalisée à l'aide d'un moteur hydraulique couplé à un réducteur. Ces moteurs peuvent être montés sur des pelles mécaniques ou tout autre équipement.
Une société a développé un équipement spécialisé pour l'installation de pieux vissés. Plusieurs tailles de machines permettent la pose de pieux de différents diamètres tout en contrôlant en permanence le couple de vissage, donc la capacité portante et en minimisant les risques de rupture ou de déchirement du pieu qui sont occasionnés par des équipements mal adaptés.

## Historique
Les pieux vissés de fondation ne sont pas nouveaux. Ils ont été décrits par l'ingénieur civil irlandais Alexander Mitchell dans une publication de Civil Engineer's and Architects Journal en 1848.
Entre 1850 et 1890 des phares bâtis sur des pieux vissés ont été érigés le long de la côte est des États-Unis.
Ces pieux étaient généralement faits d'acier coulé et n'avaient pas les propriétés mécaniques que nous connaissons aujourd'hui.
Depuis les vingt dernières années, la technologie des pieux vissés a connu un essor considérable.
Ces produits remplacent peu à peu les traditionnels poteaux de béton pour les petits ouvrages, de par leur rapidité d'installation et leur capacité portante prévisible.
Ces pieux vissés de différentes tailles peuvent supporter jusqu'à 2000 kN (200 tonnes). Le design de ces pieux vissés est fondé sur les standards structurels et géotechniques.
De nombreux tests de charge en pression et en tension ont été réalisés à travers le monde pour modéliser les capacités de charge dans différents types de sol.